# Fauler See/Markendorfer Wald
Das Naturschutzgebiet Fauler See/Markendorfer Wald liegt auf dem Gebiet der kreisfreien Stadt Frankfurt (Oder) in Brandenburg.
Das Gebiet mit der Kenn-Nummer 1526 wurde mit Verordnung vom 20. Dezember 2002 unter Naturschutz gestellt. Das rund 171 ha große Naturschutzgebiet, in dem der Faule See liegt, erstreckt sich südwestlich der Kernstadt von Frankfurt (Oder) am nordöstlichen Rand des Frankfurter Ortsteils Markendorf. Nördlich verläuft die A 12, östlich die B 112 und westlich die B 87.